# 闇をさまようもの
『闇をさまようもの』（やみをさまようもの、The Haunter of the Dark）は、ハワード・フィリップ・ラヴクラフトの小説。邦訳題は複数ある。1935年11月に執筆され、パルプ雑誌『ウィアード・テイルズ』1936年12月号に掲載された。本作は、クトゥルフ神話の一つに位置づけられる作品であり、作者が生前に発表した最後の作品となっている。
クトゥルフ神話内においては「ナイアーラトテップ物語」の代表作である。

## 作品内容

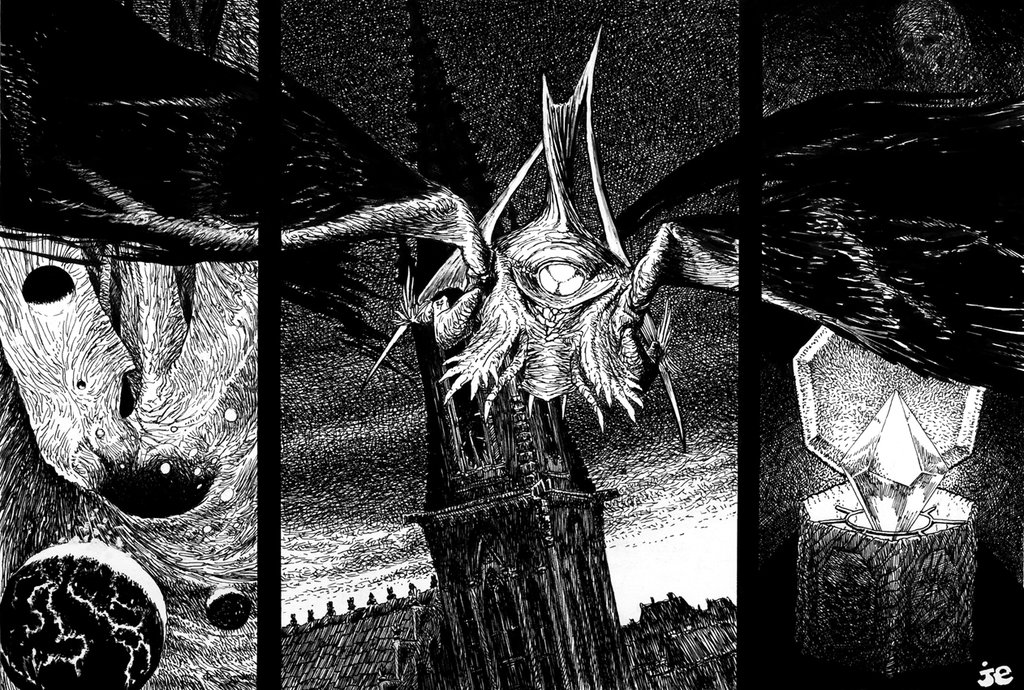
廃教会・闇をさまようもの・輝くトラペゾヘドロン

### あらすじ
1935年、物語は若い作家の死体が発見された場面から始まる。この死体の遺留品を調査官が調べるという体裁で物語を三人称視点で描く。
オカルトに興味を持つ若い怪奇作家ロバート・ブレイクは、小説や絵画のインスピレーションのために危険を冒すことも辞さなかった。ブレイクは、移住したロードアイランド州プロビデンスでフェデラル・ヒルの廃教会堂でかつて活動していた「星の知恵」という宗教団体に強い関心を抱く。ブレイクは、忍び込んだ廃教会堂で1893年に姿を消した記者、エドウィン・M・リリブリッジ（Edwin M. Lillibridge）の骨を発見したと手記に書き残している。しかし廃教会堂を調べてから1週間後、ブレイクも何者かの恐怖を訴えながら怪死してしまう。
落雷による感電死とおぼしいが、部屋は密室であり、窓ガラスは全く割れていなかった。ブレイクは死の寸前まで日記に恐怖を書き綴り続けており、さまざまな臆測を呼ぶこととなった。だが証拠となりそうな箱を医師が海に沈めてしまい、真相を探ることは不可能となる。

### 登場人物
- ロバート・ハリスン・ブレイク - 怪奇作家。ミルウォーキーからプロビデンスに移住してきた。
- イノック・ボウアン教授 - 1840年代にエジプトでファラオの墓所を発掘調査し、翌年にプロヴィデンスで新宗教「星の知恵派」を設立した。
- エドウィン・M・リリブリッジ - 新聞記者。1893年から行方不明。
- デクスター医師 - ブレイクが死んでいた部屋にあった奇妙な箱を持ち出し、海に沈めた。
- ネフレン＝カ - 古代エジプトのファラオ。「輝くトラペゾヘドロン」を所持していた。
- ナイアルラトホテップ - 闇をさまようもの。

## 解説
本作は、ロバート・ブロックの小説『星から訪れたもの』の続編として書かれた。ブロックは、第3部作として『尖塔の影』を1950年に書いている。主人公の名前、ロバート・ブレイク（Robert Blake）もロバート・ブロック（Robert Bloch）の綴りをもじったもので本作で初登場した。またブロック以外の人物もモデルにしておりクラーク・アシュトン・スミスとラヴクラフト自身を想起させる特徴を与えた。
- 星から訪れたもの - ブロック作、1935年。「妖蛆の秘密」の話。
- 闇をさまようもの - ラヴクラフト作、1936年。ナイアーラトテップと輝くトラペゾヘドロンの話。
- 尖塔の影 - ブロック作、1950年。ナイアーラトテップの話。

ブロックは、『星から訪れたもの』においてラヴクラフトをモデルにした作家の登場人物を殺害する許可を求めた。そこでラヴクラフトは、若い友人に殺害許可証を与えたという。本作は、その経緯を受けて今度は、ブロックをモデルにした登場人物のブレイクをラヴクラフトが殺害するという内容が描かれた。
東雅夫は「ラヴクラフトは、『星から訪れたもの』に応える形で、ブロックならぬブレイクを、ナイアルラトホテップの生贄に供してみせた。HPL最後の神話作品にまつわる右のような成立事情は、その後の神話大系の運命を暗示するかのようでもある。」と解説する。
ニャルラトホテプに関連する星の智慧派、輝くトラペゾヘドロンが登場する。星の智慧派の廃教会には禁断の書物が何冊も収蔵されており、長らく放置されていたが、事件後にある人物により回収されていたことが続編で言及されている。
ロバート・ブレイクの著作5作『地を穿つもの』『窖に通じる階段』『シャッガイ』『ナスの谷にて』『星から来て饗宴に列するもの』は、後続作家たちによって同タイトルを冠したクトゥルフ神話短編が描かれている。5作いずれもスミスが創始したハイパーボリア神話に位置付けられており、実書籍「エイボンの書」に収録されている。

## 関連作品
- アウトサイダー - ラヴクラフトが1921年に執筆した作品。ネフレン＝カへの言及がある。
- 暗黒のファラオの神殿 - ロバート・ブロックによる作品。輝くトラペゾヘドロンが発掘されたという、ネフレン＝カの墓所が描かれる。

## 収録
- 『ラヴクラフト全集3』東京創元社、大瀧啓裕訳、「闇をさまようもの」
- 『クトゥルー7』青心社、大瀧啓裕訳、「闇をさまようもの」
- 『定本ラヴクラフト全集6』国書刊行会、福岡洋一訳、「闇の跳梁者」
- 『ラヴクラフト恐怖の宇宙史』角川ホラー文庫、荒俣宏訳、「闇に這う者」
- 『這い寄る混沌 新訳クトゥルー神話コレクション3』星海社FICTIONS、森瀬繚訳、「闇の跳梁者」
- 『インスマスの影 クトゥルー神話傑作選』新潮文庫、南條竹則訳、「暗闇の出没者」